# ウィリアム・ウォード (第3代ダドリー＝ウォード子爵)
第3代ダドリー＝ウォード子爵ウィリアム・ウォード（英語: William Ward, 3rd Viscount Dudley and Ward、1750年1月21日 – 1823年4月25日）は、イギリスの貴族、政治家。

## 生涯
初代ダドリー＝ウォード子爵ジョン・ウォードとメアリー・カーヴァー（Mary Carver、1782年5月31日没、ジョン・カーヴァーの娘）の息子として、1750年1月21日にヒムリーで生まれた。1765年から1768年までイートン・カレッジで教育を受けた後、1770年3月14日にオックスフォード大学オリオル・カレッジに入学した。
1780年イギリス総選挙でウスター選挙区から出馬して当選、議会でノース内閣を支持した。ノース内閣が倒れた後はシェルバーン伯爵内閣のアメリカ独立戦争暫定講和条約に反対した。議会で投票した記録はあったが演説した記録はなく、1788年10月10日に異母兄ジョンが死去するとダドリー＝ウォード子爵の爵位を継承した。
1823年4月25日に死去、息子ジョン・ウィリアムが爵位を継承した。

## 家族
1780年8月1日、ジュリア・ボスヴィル（Julia Bosville、1754年7月21日 – 1833年6月23日、ゴドフリー・ボスヴィルの娘）と結婚、1男をもうけた。
- ジョン・ウィリアム（1781年 – 1833年） - 第4代ダドリー＝ウォード子爵、後に初代ダドリー伯爵に叙爵